# Devil is a Loser
"Devil is a Loser" és el segon senzill del grup de heavy metal finès Lordi. Va ser publicada originàriament el 2002 com a part del disc Get Heavy. És una de les 6 cançons que se n'han fet vídeos musicals per part de la banda.
Tracta d'un noi que li diu a una noia que ella ha anat pel camí fàcil, sense sofriment, que només volia fama i diners i que no li ha sortit bé. Després explica que la noia va caure en la pobresa i es va posar malalta. "Devil is a loser", el dimoni és un perdedor i fa referència a ell com el seu gos. Fa una comparació de la vida, ls realitat.

## Llista de cançons
1. "Devil is a Loser"
2. "Don't Let My Mother Know"
3. "Devil is a Loser" (vídeo)